# Il piccolo villaggio dei sopravvissuti
Il piccolo villaggio dei sopravvissuti è il primo libro dello scrittore e giornalista statunitense Peter Duffy.
È stato pubblicato in Italia da Newton Compton Editori nel novembre 2014.
Vi si racconta la storia dei tre fratelli Bielski che, durante la Seconda Guerra Mondiale, decisero di aiutare gli ebrei a salvarsi dalle stragi naziste.